# Claudine Esseiva

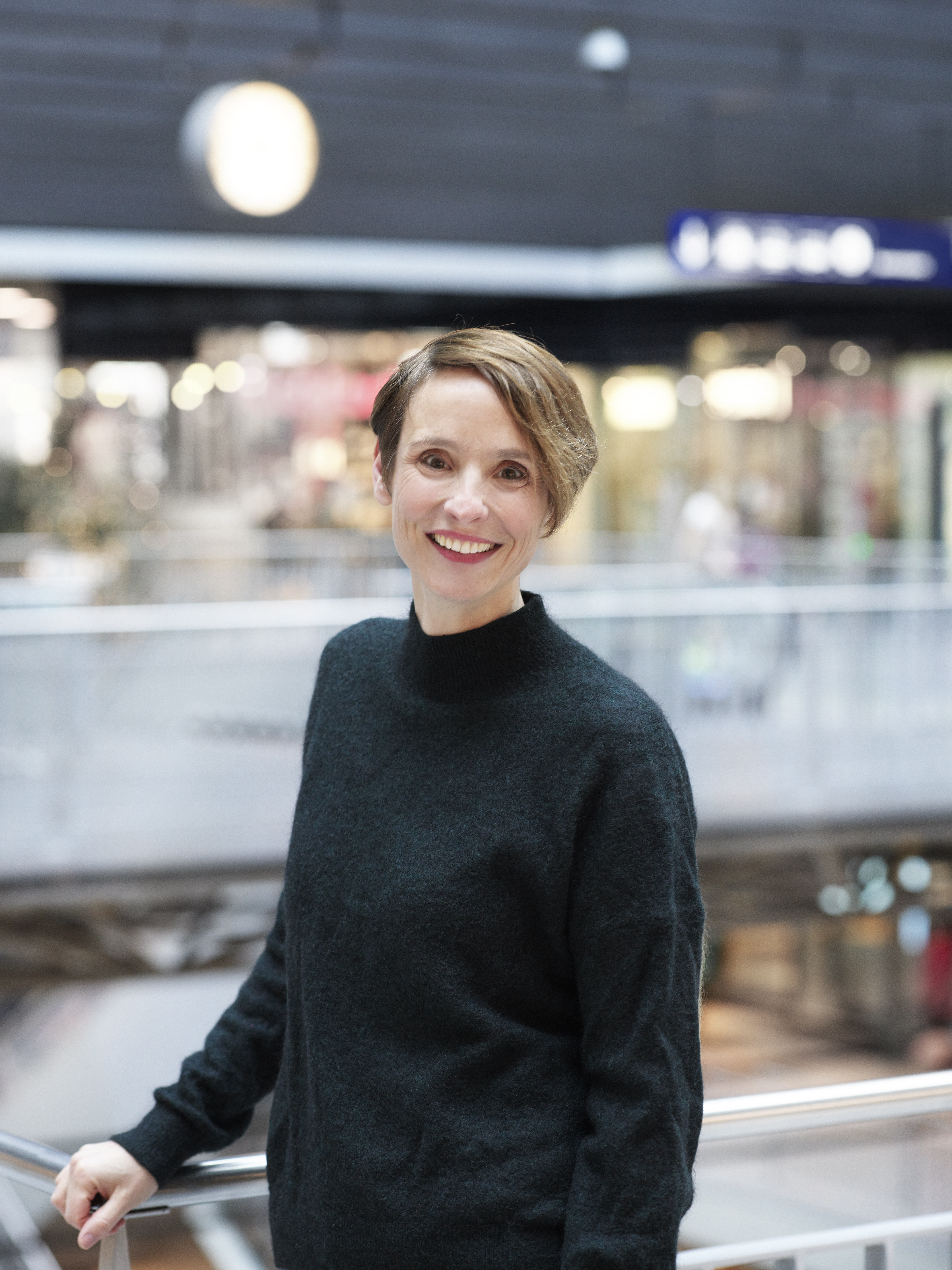
Claudine Esseiva (2022)

Claudine Esseiva (* 23. Dezember 1978) ist eine Schweizer Politikerin (FDP) und war von 2008 bis 2017 Generalsekretärin der FDP-Frauen Schweiz.
Esseiva war von 2017 bis 2022 im Berner Stadtrat (Legislative) und wurde im Juni 2022 in den Berner Grossen Rat gewählt. Bei den Nationalratswahlen 2015 wurde sie auf den dritten Platz gewählt und somit auf den ersten Ersatzplatz.
Die gelernte Betriebsökonomin hat im 2023 ihr eigene Kommunikationsagentur ComCoeur gegründet und wohnt in Bern.
Sie ist Stiftungsratspräsidentin der Klinik Wysshölzli in Herzogenbuchsee, Verwaltungsrätin vom Impact Hub Bern, Verwaltungsrätin bei Ganci Partners, Vize-Präsidentin des Berner Heimatschutzes und Co-Präsidentin des Hockeyclubs EHCBern96.
Sie war von 2019 bis 2024 Co-Präsidentin von BPW Switzerland und ist aktives Mitglied des BPW Club Bern.